# Diecéze Canterbury
Diecéze Canterbury (latinsky Dioecesis Cantuariensis) je anglikánská diecéze na území východního Kentu se sídlem v Canterbury. Je sídelní diecézí arcibiskupa canterburského, který je primasem Anglie a nejvyšším církevním představitelem anglikánského společenství na celém světě. Arcibiskup pobývá často mimo diecézi, jeho londýnským sídlem je Lambethský palác, a biskupské funkce často vakonávají jeho sufragáni, Biskup doverský a Biskup maidstoneský.

## Stručná historie
Původní katolická diecéze byla založena sv. Augustinem z Canterbury v roce 597 a až do 16. století, kdy došlo k roztržce s Římem, byla v plném společenství s Římem a součástí katolické církve. Posledním katolickým arcibiskupem byl Reginald Pole. 